# Sergestes pectinatus
Sergestes pectinatus är en kräftdjursart som beskrevs av Sund 1920. Sergestes pectinatus ingår i släktet Sergestes och familjen Sergestidae. Inga underarter finns listade i Catalogue of Life.